# Synton
Synton – jednostka strukturalna w cząsteczce, którą można wytworzyć lub ułożyć w wyniku znanych lub możliwych do wyobrażenia syntez. Pojęcie to jest stosowane w analizie retrosyntetycznej. Inna definicja głosi, że jest to fragment „docelowej” cząsteczki, zawierający część atomów, wiązań i informacji stereochemicznej potrzebnych do otrzymania docelowej cząsteczki.